# Marcelo Spínola y Maestre
Marcelo Spínola y Maestre (San Fernando, 14 de gener de 1835 - Sevilla, 20 de gener de 1906) fou un sacerdot andalús, arquebisbe de Sevilla i cardenal. Fundador de la congregació de les Esclaves del Diví Cor, és venerat com a beat per l'Església catòlica.

## Biografia
Nascut a San Fernando en 1835, era fill del militar Juan Spínola y Osorno, marquès de Spínola, i Antonia Maestre y Osorno, que tingueren vuit fills. El juny de 1856 es llicencià en Dret a la Universitat de Sevilla i obrí un bufet jurídic a Huelva, que donava servei gratuït als pobres. Exercí com a advocat fins que es traslladà a Sanlúcar de Barrameda, on el seu pare havia estat destinat com a comandant de la Marina.
A Sanlúcar decidí de fer vida religiosa i, amb el consell del canonge Diego Herrero y Espinosa de los Monteros, començà a estudiar teologia a casa seva. Rebé la tonsura el maig de 1863 i el diaconat el febrer de 1864. Fou ordenat sacerdot el 21 de maig de 1864 a Sevilla, on digué la primera missa a l'església de San Felipe Neri el 3 de juny. Fou capellà de l'església de La Merced de Sanlúcar de Barrameda, i de l'Hermandad de San Pedro y Pan de los Pobres, dedicada a obres benèfiques, també a Sanlúcar. El cardenal Lastra el nomenà rector de l'església de San Lorenzo de Sevilla, on exercí des del març de 1871 fins al 28 de maig de 1879, quan l'arquebisbe Joaquín Lluch el nomena canonge de la Catedral de Sevilla.

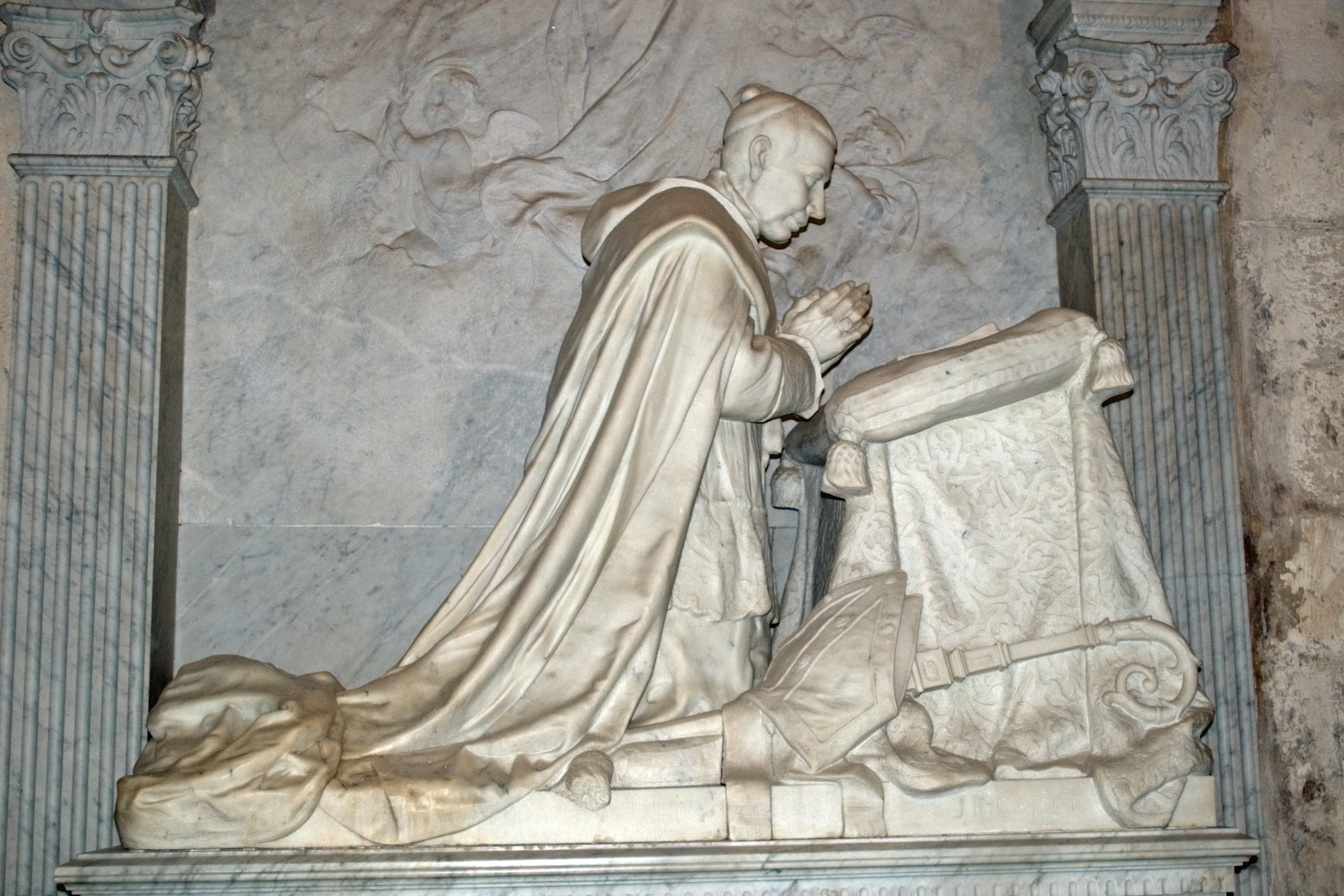
Sepulcre de Marcelo Spínola, per Joaquín Bilbao, 1906 (Catedral de Sevilla).

El papa Lleó XIII el nomenà bisbe de Coria (Càceres) en 1884, i ocupa la diòcesi del 7 de març de 1885 al 5 d'agost de 1886, quan és destinat a la diòcesi de Màlaga (de 16 de setembre de 1886 a 8 de febrer de 1896). A Coria funcà en 1885 una congregació religiosa, la de les Esclaves del Diví Cor, amb Celia Méndez y Delgado, que havia estat marquesa de la Puebla d'Obando.
Fou nomenat senador per la província de Granada, ocupant el càrrec entre 1891 i 1899, intervenint per defensar l'ensenyament catòlic. Fou nomenat arquebisbe de Sevilla, càrrec que ocupa des de l'11 de febrer de 1896 a 19 de gener de 1906, i Pius X el nomenà cardenal l'11 de desembre de 1905. En 1889 funda el periòdic El correo de Andalucía a Sevilla.
Fou beatificat el 29 de març de 1987 per Joan Pau II, que en 1982, en la seva visita a Sevilla, havia pregat davant la seva tomba.